# روبن ر. ساندرز
روبن ر. ساندرز (بالإنجليزية: Robin R. Sanders)‏ هي دبلوماسية أمريكية، ولدت في 5 يوليو 1955.

## وصلات خارجية
- الموقع الرسمي
- روبن ر. ساندرز على موقع إن إن دي بي (الإنجليزية)